# Праведен халифат
Праведният халифат (на арабски: الخلافة الراشدة‎‎, Aл-хулафа ур-Рашидун) e арабска теократична държава, създадена след смъртта на пророка Мохамед в завладените от мюсюлманските му войски територии в Близкия изток. Халифатът е управляван последователно от Петимата праведни халифи – Абу Бакр, Омар, Усман, Али и Хасан ибн Али, сподвижници и роднини на Пророка. Поданиците на халифата са разнородни: араби, перси, копти, бербери, гърци, арменци, асирийци, грузинци, лезгинци, евреи и други по-малки народности.

## Управление
Мохамед умира на 8 юни 632 г., без да остави наследник на властта, поради което настъпва борба за надмощие между няколко групи:с. 169 – 171. Една от тях представлява арабите в Медина, а друга – тези в Мека. В крайна сметка най-ранният последовател на Мохамед извън тесния му семеен кръг – Абу Бакр (тъст на Мохамед) – приема титлата халиф. При това най-близкият роднина на Мохамед – братовчед му Али – остава недоволен, тъй като смята че правото е негово.
Първата задача на Абу Бакр е да се справи с неприемането на исляма от страна на много арабски племена, започнало след смъртта на Мохамед. След двегодишни кръвопролития към 634 г. ислямът се утвърждава из цяла Арабия и отвъд нея към границите на Сирия и Ирак. Същата година Абу Бакр, който е в напреднала възраст, умира.
Новият халиф е Омар ибн ал-Хаттаб, съратник на Мохамед и една от най-силните фигури в обкръжението му. При неговото управление понятието джихад претърпява трансформация: първоначално схващано като борба на съвестта с изкушенията на Сатаната, сега то придобива значение на свещена война срещу неверниците:с. 170. Водени от военачалници курейши арабите се отправят на изток към Месопотамия, където овладяват Ктезифон, след това на север към Сирия и Палестина. През 635 г. покоряват Дамаск, две години по-късно и Йерусалим, Египет през 641 г. За по-малко от десетилетие достигат до Индия.

През 644 г. Омар е убит от персийски роб, но преди да издъхне посочва за свой наследник Усман ибн Аффан – негов близък приятел и верен последовател на Мохамед, който се слави с набожност и доброта. Усман принадлежи към рода на Омаядите – един от аристократичните родове в Медина. При него арабското завоевание продължава към Армения, Мала Азия, Бактрия и други райони на Централна Азия. Като цяло обаче бурното темпо на разширение намалява. За сметка на това започват промени в характера на управление, но не след дълго и третият халиф става жертва на заговор и е убит. За халиф е избран Али, който оглавява опозицията срещу Омаядите. Али се отправя начело на войската към Ирак, където през 656 година при Басра в т.нар. Битка на камилата за първи път мюсюлмани се сражават срещу мюсюлмани – привържениците на Али срещу привържениците на убития Усман, предвождани от жената на Мохамед Аиша. С тази гражданска война, известна като Първа фитна, започва разделението на последователите на исляма на шиити и сунити. Друг военен конфликт е този с управителя на Дамаск Муавия, който е от рода на Омаядите и обвинява Али, че не е предал убийците на Усман на правосъдието. В битката при Сифин през 657 г., близо до р. Ефрат, победата е спорна между двамата. След това се заражда движението на хараджитите и самият Али загубва авторитет, а впоследствие срещу него е организиран бунт и той също е убит през 661 г.
- Пророка с четиримата рашидунски халифа-Абу Бакр,Умар,Усман и Али (обратно на часовниковната стрелка)–османска миниатюра,ок.16 век

След убийството на баща си Али,синът му Хасан ибн Али поема халифатството. Управлението му продължава около шест месеца и е белязано от предателства и напражение.
За да предотврати гражданска война в мюсюлманската умма, Хасан се отказва от халифата в полза на Муавия през 661 г. с мирен договор, с който бележи края на Праведния халифат и започва управлението на Омейядската династия., но и края на една епоха, в която халифите са много набожни и отдадени на религията на исляма. И петимата са свързани с Мохамед и са сред първите, приели неговото учение. По тяхно време уммата е много повече религиозна общност, отколкото организирана държава:с. 171.

## Галерия
- Ислямските завоевания при Праведните халифи. I – територия, контролирана към момента на смъртта на Мохамед, II – завоеванията при Абу Бакр; III – завоеванията при Омар; IV – завоеванията при Осман
- Айша, вдовицата на Мохамед, се бие срещу Али в битката на камилата
- Илюстрация от Шахнаме